# Sea Devils (film, 1931)
Pour les articles homonymes, voir Sea Devils.
Pour plus de détails, voir Fiche technique et Distribution.
Sea Devils est un film américain Pré-Code réalisé par Joseph Levering, sorti en 1931, mettant en vedette Molly O'Day, Edmund Burns et Walter Long.

## Fiche technique
- Titre original : Sea Devils
- Réalisation : Joseph Levering
- Scénario : Scott Littleton
- Directeur de la photographie : James S. Brown Jr.
- Société de production : Larry Darmour Productions
- Société de distribution : Continental Talking Pictures
- Pays d'origine :  États-Unis
- Langue originale : anglais
- Format : noir et blanc — 35 mm — 1,20:1
- Dates de sortie : USA : 15 janvier 1931

## Distribution
- Edmund Burns : Richard Charters
- Molly O'Day : Ann McCall
- Walter Long : Johnson, le 1er lieutenant
- Paul Panzer : Steve l'opérateur radio
- Henry Otto : Gouverneur
- Ted Stroback : rôle indéterminé
- Jules Cowles : l'avocat
- James Donnelly : Capitaine McCall
- William F. Moran : rôle indéterminé
- Hilliard Karr : le barman (non crédité)